# Recaredo II
Recaredo II dei Visigoti, Recaredo, anche in spagnolo, in catalano ed in portoghese (... – 621), è stato Re dei Visigoti per poche settimane nel 621.

## Origine
Recaredo era figlio del re dei visigoti Sisebuto e di sua moglie di cui non si conoscono né gli ascendenti né il nome, come riporta il vescovo, Isidoro di Siviglia.

Di Sisebuto non si conoscono le origini familiari; secondo il Diccionario biográfico español, Real Academia de la Historia, era un nobile visigoto della fazione cattolica, che molto probabilmente era imparentato con la discendenza ostrogota di Recaredo I.

L'Europa nel 626; il regno dei Visigoti, durante il regno di Recaredo II, occupava la quasi totalità della penisola iberica e la Gotia, nella Gallia sud-occidentale

## Biografia
Suo padre, Sisebuto morì a Toledo, per cause naturali, nel febbraio del 621 Isidoro di Siviglia riporta che secondo alcune voci morì in seguito a malattia, mentre secondo altre voci la sua morte fu causata dall'incapacità dei medici curanti; Henri Leclercq, nel suo L'Espagne chrétienne, oltre all'incapacità dei medici, sostiene che Sisebuto fu avvelenato.

Il Chronica Regum Visigotthorum cita Sisebuto, confermando che fu re per otto anni undici mesi e sedici giorni (Sisebutus regnavit annos VIII menses XI dies XVI); il Chronicon Albeldense conferma che Sisebuto regnò otto anni, perseguitò gli Ebrei, costringendoli a convertirsi, sconfisse i Baschi e gli Asturiani che sui monti si erano ribellati e morì a seguito di una malattia o forse fu curato male.
Recaredo succedette a Sisebuto, e secondo Isidoro di Siviglia ancora bambino (Recaredo filio paruulo).
Poche settimane dopo morì, molto probabilmente, o quasi sicuramente, di morte provocata, o come riporta Isidoro di Siviglia pochi giorni dopo la morte del padre (post patris obitum princeps paucorum dierum morte interueniente habetur); Henri Leclercq, nel suo L'Espagne chrétienne, riporta che regnò tre o quattro mesi. 

Il Chronica Regum Visigotthorum cita Recaredo II, confermando che fu re per non molti giorni (Reccaredus regnavit paucos dies); mentre il Chronicon Albeldense non lo cita neppure: a Sisebuto fa seguire Suintila.
Ciò permise all'uomo forte della situazione, il generale Suintila, che si era messo in mostra durante la guerra contro i Bizantini, di essere eletto re dei Visigoti; Henri Leclercq riporta che Suintila salì al trono nel mese di aprile; anche Isidoro di Siviglia riporta l'avvenimento (gloriosissimus Suinthila gratia diuina regni suscepit sceptra).

## Discendenza
Di Recaredo II non si conosce il nome di una eventuale moglie e non si hanno notizie di alcun discendente.

### Fonti primarie
- (LA)  Chronica Regum Visigotthorum, España Sagrada Tomo II.
- (LA)  Isidori Historia Gothorum, Wandalorum, Sueborum, De origine Gothorum.
- (LA)  Anastasii abbatis opera omnia.

### Letteratura storiografica
- Rafael Altamira, La Spagna sotto i Visigoti, in Storia del mondo medievale, vol. I, Garzanti, 1999,  pp. 743-779.
- (FR)  #ES L'Espagne chrétienne